# 坎伯兰 (肯塔基州)
坎伯兰（英語：Cumberland），是美国肯塔基州的一座城市。建立于1822年，面积约为8平方公里（3.1平方英里）。根据2010年美国人口普查，该市的人口为2,237人。